# Euschistospiza cinereovinacea

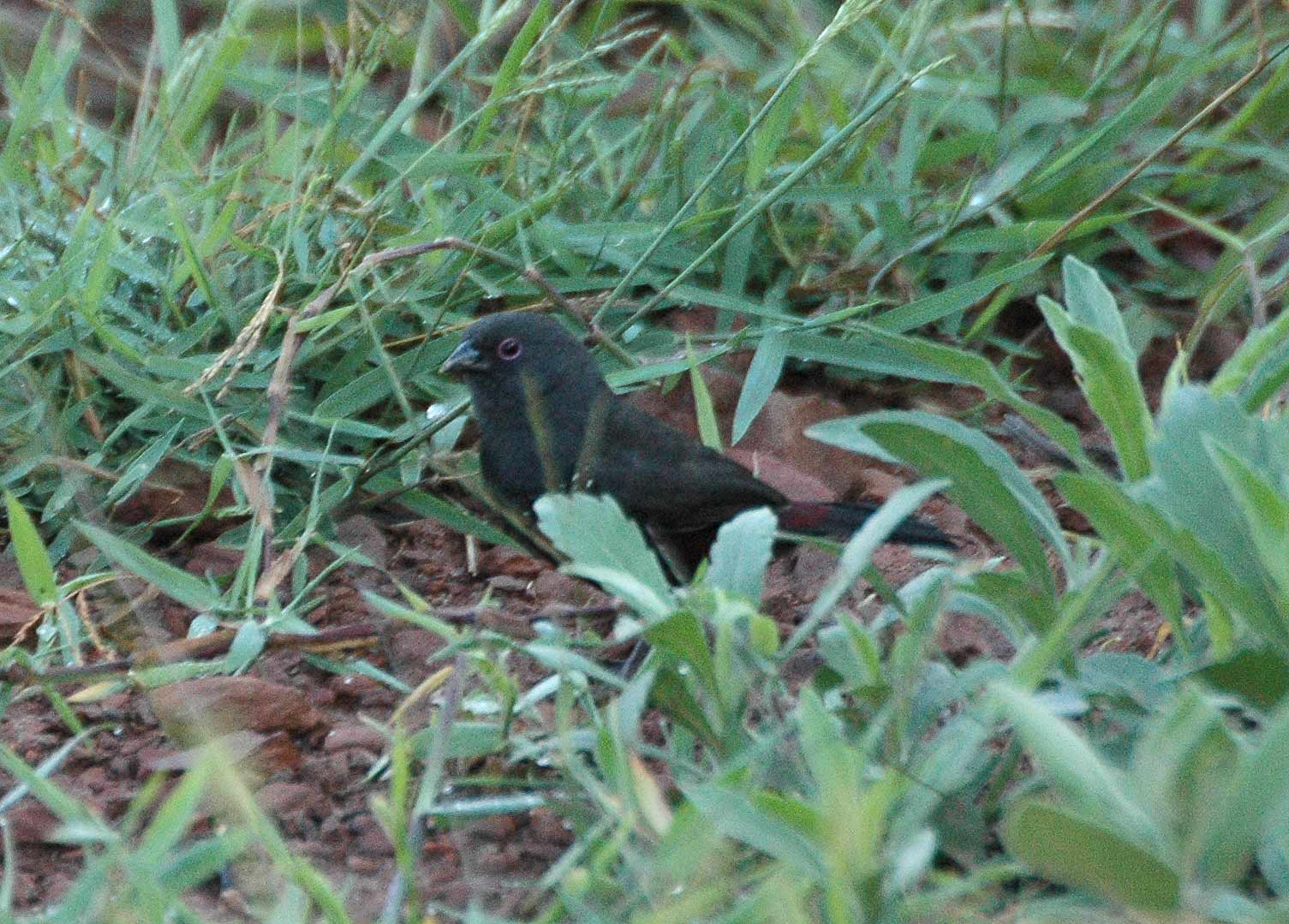
Cerca de Bwindi, suroeste de Uganda.

La estrilda sombría (Euschistospiza cinereovinacea) es una especie de ave paseriforme de la familia Estrildidae propia del este y suroeste de África Central.

## Distribución y hábitat
Se la encuentra en Angola y los bosques montanos del rift Albertino. Habita una región que abarca unos 130,000 km².